# 小栗旬
小栗旬（日语：／ Oguri Shun，1982年12月26日—），日本男演員及電影導演，出生於東京都小平市，所屬經紀公司為Tristone娛樂，同時兼任社長。妻子為女演員山田優。

## 簡介
1982年12月26日出生於東京都小平市，其父為舞台導演小栗哲家，母親是古典芭蕾老師。哥哥是導演（前演員）小栗了，此外還有一位姐姐。
1994年小學六年級便加入兒童劇團當臨時演員。1998年，電視劇《麻辣教師GTO》正式開始演藝生涯。後在2000年，出演電視劇《夏之雪》中堂本剛有聽力障礙的弟弟備受注目，開始戲約不斷。2005年，出演《流星花園》F4中花澤類一角知名度大開，成為新一代備受矚目的演員，活躍於電影、電視劇及舞台劇。
2009年，執導電影處女作《終有一天》，力邀日本演藝圈的多位新生代红星（小出惠介、勝地涼、鈴木亮平、綾野剛、井上真央和妻夫木聰等）共同演出。
2012年3月14日，宣布與女演員山田優結婚。2014年9月底，女兒誕生。
2015年，与生田斗真共同主演刑警类电视剧《无间双龙》。
2016年，主演由同名青年漫画改编的犯罪惊悚电影《恶魔蛙男》和主演犯罪悬疑web剧《代价》。
2017年，4月主演警匪电视剧《CRISIS 公安機動搜查隊特搜組》。7月主演同名漫画改编的真人版电影《银魂》。
2018年，8月主演同名漫画改编的真人版电影续作《银魂 PART2》。
2019年，主演日本攝影師蜷川實花執導的《人間失格》。
2020年，1月21日，小栗旬證實自己將接任所屬經紀公司「Tristone Entertaiment Inc.」的社長職務。2023年4月27日發布將於同年夏天正式上任，但仍然繼續演員生涯。。

## 軼事
- 非常喜歡看漫畫(尤其是少年漫畫)，買來的漫畫堆滿房間和樓梯間，甚至因為太喜歡《瘋狂假面》，不僅邀請作者安藤慶周作為自己的廣播節目《All Night-NIPPON》嘉賓，還自薦出演真人化電影的主角，後雖未成，但仍協助劇本改編的工作。

- 喜歡的藝人是福田彩乃[15]和大野智。

- 從小學5年級就是內田有紀的粉絲，為了想見她所以進了演藝圈。有一次去嵐的演唱會時在廁所走廊上看到內田有紀，但內田已經進廁所了他就站在廁所門外等，內田出來後就跟她說自己非常喜歡她。

- 日本職棒阪神虎的球迷，在前阪神虎知名選手金本知憲宣布接任阪神虎第33任監督後，曾公開表示非常期待[16]。

## 爭議事件
2022年，與藝能界交遊廣闊的東谷義和在Twitter等平台陸續爆出綾野剛與新田真劍佑等藝人的負面情報，6月30日繼綾野剛床照後，又公開疑似小栗旬在度假飯店唱歌的負面照片，引起輿論關注。經紀公司於官網發聲明表示保留法律追訴權。

## 作品列表

### 電視劇
| 首播年份 | 首播日期                         | 電視台       | 戲劇名稱                                            | 演出角色               | 備註                       |
| -------- | -------------------------------- | ------------ | --------------------------------------------------- | ---------------------- | -------------------------- |
| 1995年   | 10月19日-9月12日                 | 富士電視台   | 木曜的怪談 怪奇俱樂部（小學生篇、中學生篇）         |                        |                            |
| 1995年   | 1月8日-12月10日                  | NHK          | 八代將軍吉宗                                        | 德川宗翰               | 客串第44集                 |
| 1996年   | 1月1日                           | BShi         | 風光的劍 八嶽黨秘聞                                 |                        |                            |
| 1996年   | 1月7日-12月22日                  | NHK          | 秀吉                                                | 佐吉(石田三成的幼年)   |                            |
| 1996年   | 4月16日-6月25日                  | 富士電視台   | 勝利的女神                                          |                        |                            |
| 1996年   | 4月XX日-3月XX日                  | 東京電視台   | 女將軍行走江湖                                      |                        | 客串第38集                 |
| 1996年   | 10月21日-12月6日                 | TBS          | 充滿陽光                                            |                        |                            |
| 1997年   | 4月3日                           | NTV          | 院內感染                                            | 野村孝明               |                            |
| 1997年   | 9月3日                           | 富士電視台   | 那就是答案！                                        | 徹                     | 客串第10集                 |
| 1997年   | 9月29日                          | 東京電視台   | 爺爺的廚房                                          |                        |                            |
| 1997年   | 12月29日                         | BS2          | 最後一局                                            | 阿久津大輔             |                            |
| 1998年   | 4月6日-5月29日                   | TBS          | 直到天際7                                           | 中學生                 | 客串第9集                  |
| 1998年   | 7月7日-9月22日                   | 關西電視台   | 麻辣教師GTO                                         | 吉川昇                 |                            |
| 1999年   | 5月24日                          | TBS          | 家裁調査官 晶子                                     | 柴崎信二               |                            |
| 1999年   | 6月29日                          | 關西電視台   | 麻辣教師GTO 特別篇                                  | 吉川昇                 |                            |
| 2000年   | 1月9日-12月17日                  | NHK          | 葵德川三代                                          | 細川忠利               |                            |
| 2000年   | 4月21日                          | TBS          | 池袋西口公園                                        | ヨシカズ               | 客串第2集                  |
| 2000年   | 7月7日-9月15日                   | TBS          | 夏之雪                                              | 篠田純                 |                            |
| 2000年   | 10月9日-12月11日                 | 讀賣電視台   | 擁抱明天                                            | 城戸和彦               |                            |
| 2000年   | 11月28日                         | NTV          | 火曜懸疑劇場 孤獨的果實 たった5万円で殺された息子   | 玉井順一               |                            |
| 2000年   | 12月12日-12月19日                | 富士電視台   | 編集王                                              | 高野タケシ             | 客串第10、11集             |
| 2001年   | 3月12日                          | TBS          | 母業失格                                            | 井上博雅               |                            |
| 2001年   | 4月9日-6月25日                   | 讀賣電視台   | 愛在記憶深處                                        | 高原學                 |                            |
| 2001年   | 08年6日                          | NTV          | 櫻桃第1集                                           | 山崎裕二               | 主演                       |
| 2001年   | 9月3日-11月5日                   | NHK          | Heart / Hurt                                        | 小峰海人               |                            |
| 2001年   | 9月25日                          | 富士電視台   | 憧憬的人                                            | 片山勉                 |                            |
| 2001年   | 12年1日                          | NTV          | 藍白水色                                            | 岸田匠                 |                            |
| 2002年   | 4月17日-7月3日                   | NTV          | 極道鮮師Ⅰ                                           | 內山春彥               |                            |
| 2003年   | 1月2日                           | NTV          | 天國的大輔                                          | 佐藤大輔               |                            |
| 2003年   | 1月7日-3月11日                   | 富士電視台   | 和婆婆一起                                          | 荒卷健介               |                            |
| 2003年   | 3月26日                          | NTV          | 極道鮮師Ⅰ特別篇                                     | 內山春彥               |                            |
| 2003年   | 5月3日                           | 富士電視台   | 男湯                                                | 榎本隆史               |                            |
| 2003年   | 7月4日-9月12日                   | TBS          | Stand UP!!                                          | 江波功司               |                            |
| 2003年   | 11月8日                          | 富士電視台   | 男湯2                                               | 榎本隆史               |                            |
| 2004年   | 1月10日                          | 富士電視台   | 二十歲 出生於1983年                                 | 田所健太郎             |                            |
| 2004年   | 1月13日                          | 關西電視台   | 烈火男兒                                            | 矢澤健                 | 客串第2集                  |
| 2004年   | 2月21日                          | BS-TBS       | 68 FILMS東京少女                                    | 和義                   | 客串第9集                  |
| 2004年   | 4月3日                           | 富士電視台   | 毛骨悚然撞鬼經驗 特別篇 黃泉的森林                  | 西垣佳典               |                            |
| 2004年   | 7月5日-7月26日                   | 富士電視台   | Division1 Stage4・飢餓的兒童                        | 森川速雄               |                            |
| 2004年   | 12月5日                          | 富士電視台   | return match〜敗者復活戰〜                          | 山路和也               |                            |
| 2005年   | 1月3日                           | NHK          | 大化革新                                            | 中大兄皇子             |                            |
| 2005年   | 1月11日-3月22日                  | 富士電視台   | 急症群英3                                           | 河野和也               |                            |
| 2005年   | 2月5日                           | 朝日電視台   | 古都                                                | 水木真一               |                            |
| 2005年   | 3月29日                          | 富士電視台   | 急症群英3 特別篇                                    | 河野和也               |                            |
| 2005年   | 4月10日-6月26日                  | TBS          | 牽絆的愛                                            | 矢口淳一               |                            |
| 2005年   | 4月24日-9月25日                  | NHK          | 義經                                                | 梶原景季               | 第16 - 38集                |
| 2005年   | 7月7日-9月22日                   | 富士電視台   | 電車男                                              | 皆本宗孝               |                            |
| 2005年   | 8月2日                           | NTV          | 24個瞳孔                                            | 岡田磯吉               |                            |
| 2005年   | 8月15日                          | TBS          | 覺悟 戰場記者橋田信介物語                           | 橋田大介               |                            |
| 2005年   | 10月6日                          | 富士電視台   | 電車男 特別篇                                       | 皆本宗孝               |                            |
| 2005年   | 10月21日-12月16日                | TBS          | 流星花園                                            | 花澤類                 |                            |
| 2006年   | 3月27日-4月XX日                  | NHK          | エル・ポポラッチがゆく!!                            | こうた                 |                            |
| 2006年   | 8月26日                          | NTV          | ユウキ                                              | ハマ                   |                            |
| 2006年   | 9月23日                          | 富士電視台   | 電車男之最後聖戰                                    | 皆本宗孝               |                            |
| 2006年   | 10月2日                          | 讀賣電視台   | 名偵探柯南 10週年特別篇                             | 工藤新一               | 主演                       |
| 2007年   | 1月5日-3月16日                   | TBS          | 流星花園2                                           | 花澤類                 |                            |
| 2007年   | 7月3日-9月18日                   | 富士電視台   | 花樣少年少女                                        | 佐野泉                 | 主演                       |
| 2007年   | 12月17日                         | 讀賣電視台   | 名偵探柯南SP 工藤新一的復活                         | 工藤新一               | 主演                       |
| 2008年   | 1月15日-3月11日                  | NTV          | 貧窮男子                                            | 小山一美               | 主演                       |
| 2008年   | 10月2日                          | 讀賣電視台   | 夢象成真特別篇                                      | 野上耕平               | 主演                       |
| 2008年   | 10月2日                          | 讀賣電視台   | 夢象成真「女の幸せ篇」第一話                        | 野上耕平               |                            |
| 2008年   | 10月12日                         | 富士電視台   | 花樣少年少女SP                                      | 佐野泉                 | 主演                       |
| 2009年   | 1月4日-11月22日                  | NHK          | 天地人                                              | 石田三成               |                            |
| 2009年   | 4月17日-6月26日                  | TBS          | Smile (日本电视剧)                                  | 林誠司                 |                            |
| 2009年   | 8月9日                           | WOWOW        | 結黨!老人黨                                         | 記者                   | 相機出演                   |
| 2009年   | 10月19日-12月21日                | 富士電視台   | 東京DOGS                                            | 高倉奏                 | 主演                       |
| 2010年   | 4月9日                           | 富士電視台   | 我家的歷史                                          | 高倉健（學生時代）     | 第1夜                      |
| 2010年   | 8月14日                          | TBS          | 歸國                                                | 木谷少尉               |                            |
| 2010年   | 10月17日-12月19日                | TBS          | 獸醫杜立德                                          | 鳥取健一               | 主演                       |
| 2010年   | 12月18日                         | NHK          | 再見Aruma 特別篇                                    | 真田誠太郎             |                            |
| 2011年   | 7月26日-9月27日                  | 毎日放送     | 荒川爆笑團                                          | 村長                   |                            |
| 2011年   | 9月10日                          | 東京電視台   | 勇者義彥和魔王之城                                  | 魔法戰士巴卡斯         | 友情出演(第10集)           |
| 2012年   | 7月9日-9月17日                   | 富士電視台   | 多金社長小資女                                      | 日向徹                 | 主演                       |
| 2012年   | 9月1日                           | 富士電視台   | 跳躍大搜查線THE LAST TV：上班族刑警與最後的棘手事件 | 鳥飼誠一               |                            |
| 2013年   | 1月6日-12月15日                  | NHK          | 八重之櫻                                            | 吉田松陰               |                            |
| 2013年   | 5月11日                          | 富士電視台   | 世界奇妙物語 2013年 春季特別篇 空中醫生             | 桐原亨                 | 主演                       |
| 2013年   | 7月3日-9月11日                   | NTV          | Woman                                               | 青柳信                 |                            |
| 2013年   | 12月11日                         | 富士電視台   | 多金社長小資女 在紐約                               | 日向徹                 | 主演                       |
| 2014年   | 4月10日-6月5日                   | 朝日電視台   | BORDER                                              | 石川安吾               | 主演                       |
| 2014年   | 5月9日                           | 讀賣電視台   | 鈴木商店的當家娘                                    | 金子直吉               | 讀賣電視台改編為單集特別劇 |
| 2014年   | 9月14日                          | TBS          | 父親的背影                                          | 北別府寅雄（成人後）   | 客串最終話                 |
| 2014年   | 10月13日-12月22日                | 富士電視台   | 信長協奏曲                                          | 三郎/織田信長/明智光秀 | 主演                       |
| 2015年   | 1月16日-3月20日                  | TBS          | 無間雙龍                                            | 段野龍哉               | 主演                       |
| 2015年   | 10月16日-12月18日                | TBS          | 產科醫鴻鳥                                          | 永井浩之               | 客串第2、6、9、10集        |
| 2016年   | 1月16日-4月9日                   | 東京電視台   | 東京Sentimental                                     | 荒木                   |                            |
| 2017年   | 4月11日-6月13日                  | 富士電視台   | CRISIS 公安機動搜查隊特搜班                         | 稻見朗                 | 主演                       |
| 2017年   | 10月29日                         | 朝日電視台   | BORDER 贖罪 特别篇                                  | 石川安吾               | 主演                       |
| 2018年   | 4月17日-6月26日                  | TBS電視台    | 花過天晴～花樣男子 Next Season～                    | 花澤類                 | 客串                       |
| 2018年   | 7月22日-9月16日                  | NHK          | 西鄉殿                                              | 坂本龍馬               |                            |
| 10月14日 | NTV                              | 我是大哥大!! | 床屋                                                | 友情客串第1集          |                            |
| 11月12日 | 遠藤憲一和宮藤官九郎之受你指教了 | WOWOW        | 田所旬                                              | 客串第1集              |                            |
| 2019年   | 3月23日-3月24日                  | 東京電視台   | 兩個祖國                                            | 天羽賢治               | 主演                       |
| 2021年   | 10月11日-12月13日                | TBS          | 日本沉沒-希望的人-                                  | 天海啓示               | 主演                       |
| 2022年   | 1月9日-12月18日                  | NHK          | 鎌倉殿的13人                                        | 北條義時               | 主演                       |
| 2023年   | 10月7日                          | NTV          | THE MYSTERY DAY （页面存档备份，存于）              | 夏目恭輔               |                            |
| 2023年   | 12月17日                         | NHK          | 怎麼辦家康                                          | 南光坊天海             | 客串                       |
| 2024年   | 4月1日                           | 富士電視台   | 麻辣教師GTO Revival                                 | 吉川昇                 |                            |
| 2026年   | 1月-                             | NHK          | 豐臣兄弟！                                          | 織田信長               |                            |

### 網路劇
| 首播年份 | 首播日期  | 電視台  | 戲劇名稱              | 演出角色 | 備註 |
| -------- | --------- | ------- | --------------------- | -------- | ---- |
| 2016年   | 11月18日- | hulu    | 代價                  | 奥山圭輔 | 主演 |
| 2017年   | 7月15日   | dTV     | 銀魂－三葉篇          | 坂田銀時 | 主演 |
| 2018年   | 8月17日   | dTV     | 銀魂2－世界奇妙銀魂醬 | 坂田銀時 | 主演 |
| 2025年   | 10月      | Netflix | 浪漫匿名者            | 藤原壯亮 | 主演 |

### 電影
| 上映年份 | 上映日期 | 電影名稱                        | 演出角色               | 備註                                    |
| -------- | -------- | ------------------------------- | ---------------------- | --------------------------------------- |
| 2000年   | 9月13日  | 幸福家庭計畫                    | 廣瀬章太               |                                         |
| 2002年   | 3月30日  | 羔羊之歌                        | 高城一砂               | 主演                                    |
| 2003年   | 5月10日  | 少女杀手阿墨                    | 銀角／那智             |                                         |
| 2003年   | 9月13日  | 機器人競賽 Robokon              | 相田航一               |                                         |
| 2003年   | 10月9日  | Is-A イズエー (少年A)           | 海津勇也               | 與 津田寬治 主演                        |
| 2004年   | 7月24日  | 納粹十字之翼                    | RIKUO                  | 主演                                    |
| 2005年   | 3月12日  | 少女杀手阿墨2:Death or Love     | 銀角／那智             |                                         |
| 2005年   | 4月2日   | 鄰人13號                        | 村崎十三               | 與中村獅童（13号）互為二重人格          |
| 2005年   | 9月10日  | Life on the longboard           | 憲太                   |                                         |
| 2006年   | 1月7日   | 輪迴                            | 尾西和也               |                                         |
| 2006年   | 3月11日  | 牛郎俱樂部Waters                | RYOHEI                 | 主演                                    |
| 2006年   | 9月30日  | 車靈                            | 久我俊一               | 松竹發行                                |
| 2007年   | 2月24日  | 惡女花魁                        | 花屋                   | 友情客串                                |
| 2007年   | 6月16日  | 如月疑雲                        | 家元                   | 主演                                    |
| 2007年   | 9月15日  | 日式牛仔一品鍋                  | アキラ                 |                                         |
| 2007年   | 10月27日 | 熱血高校                        | 瀧谷源治               | 主演，漫画WORST男兒當隻揪 改编          |
| 2008年   | 6月28日  | 流星花園F                       | 花澤類                 | 台灣上映日期為：2008年8月29日           |
| 2008年   | 9月20日  | 蛇信與舌環                      | 吉田光洋               | 友情客串；台灣上映日期為：2010年3月12日 |
| 2009年   | 4月11日  | 熱血高校2                       | 瀧谷源治               | 主演                                    |
| 2009年   | 7月11日  | 極道鮮師 THE MOVIE              | 內山春彥               |                                         |
| 2009年   | 9月12日  | 多襄丸                          | 畠山直光／新多襄丸     | 主演                                    |
| 2010年   | 7月3日   | 大搜查線3：全面動員             | 鳥飼誠一               |                                         |
| 2010年   | 7月17日  | SURELY SOMEDAY                  | 警官B                  | 友情客串                                |
| 2011年   | 5月7日   | 岳 (電影)                       | 島崎三步               | 主演                                    |
| 2012年   | 2月4日   | 荒川爆笑團 THE MOVIE            | 村長                   |                                         |
| 2012年   | 2月11日  | 啄木鳥和雨                      | 田邊幸一               | 與役所廣司共同主演                      |
| 2012年   | 5月5日   | 宇宙兄弟                        | 南波六太               | 與岡田將生共同主演                      |
| 2012年   | 9月7日   | 大搜查線 THE FINAL              | 鳥飼誠一               |                                         |
| 2013年   | 8月10日  | 少年H                           | 麵店哥哥               |                                         |
| 2014年   | 8月30日  | 世紀怪盜：魯邦三世              | 魯邦三世               | 主演                                    |
| 2015年   | 10月24日 | 銀河街道                        | 鳩屋                   |                                         |
| 2016年   | 1月23日  | 信長協奏曲                      | 三郎/織田信長/明智光秀 | 主演                                    |
| 2016年   | 4月29日  | 火星異種                        | 本多晃                 | [ 20 ]                                  |
| 2016年   | 11月12日 | 惡魔蛙男                        | 沢村久志               | 主演                                    |
| 2017年   | 5月6日   | 追憶                            | 田所啓太               |                                         |
| 2017年   | 7月14日  | 銀魂                            | 坂田銀時               | 主演                                    |
| 2017年   | 10月6日  | 我想吃掉你的胰臟                | 現在的「志賀春樹」     |                                         |
| 2018年   | 8月17日  | 銀魂2：規矩是為了被打破而存在的 | 坂田銀時               | 主演                                    |
| 2019年   | 9月13日  | 人間失格：太宰治和三個女人們    | 太宰治                 | 主演                                    |
| 2020年   | 10月30日 | 罪之聲                          | 新聞記者-阿久津英士    | 主演                                    |
| 2020年   | 12月11日 | 新解釋·三國志                   | 曹操                   |                                         |
| 2021年   | 5月14日  | 哥吉拉大戰金剛                  | 芹澤蓮                 | [ 21 ]                                  |
|          | 6月11日  | 魔仿犯                          | 清田俊介               |                                         |
| 2023年   | 7月28日  | 王者天下3 命運之炎              | 李牧                   |                                         |
|          | 11月3日  | かぞく Family                   | 武雄                   | 四主演之一 (第三幕)                     |
| 2024年   | 7月12日  | 王者天下4 大將軍之歸來          | 李牧                   |                                         |

### 舞台劇
- COLOR（1998年、演出：足立信明）山崎充 役
- 人生はガタゴト列車に乗って（2000年、演出：山田孝行）
- 宇宙でいちばん速い時計（2003年、演出：白井晃）フォックストロット 役
- ハムレット（2003年、演出：蜷川幸雄）フォーティンブラス 役
- JOKER（2004年、演出：水田伸生）三橋 役
- お気に召すまま（2004年、演出：蜷川幸雄）オーランドー 役
- 偶然の音楽（2005年、演出：白井晃）ジャック・ポッツィ 役
- 間違いの喜劇（2006年、演出：蜷川幸雄）飾  アンティフォラス兄/アンティフォラス弟 役（一人二役）
- タイタス・アンドロニカス（2006年、演出：蜷川幸雄）エアロン 役
- お気に召すまま（2007年、演出：蜷川幸雄）オーランドー 役 ※2004年の再演
- カリギュラ（2007年、演出：蜷川幸雄）飾  カリギュラ 役
- ムサシ（2009年、演出：蜷川幸雄）佐佐木小次郎 役
- 時計じかけのオレンジ（2010年、演出：河原雅彥）飾  アレックス 役
- 髑髏城の七人（2011年、劇団☆新感線、演出：いのうえひでのり）捨之介 役
- あかいくらやみ 〜天狗党幻譚〜（2013年5月、シアターコクーン、演出：長塚圭史）大一郎 役
- カッコーの巣の上で（2014年、演出：河原雅彦）マクマーフィー 役
- RED（2015年9月 - 10月、ジョン・ローガン 脚本、小川絵梨子 演出） -　ケン 役[22]
- 髑髏城の七人(花) 2017年 捨之介 役
- King John 約翰王 「ジョン王」2022年12月26日-2023年2月24日  私生子菲力浦/理查騎士 役

### 配音
- ベイビィ★LOVE（1997年12月号りぼん応募者全員大サービス）二階堂亘 役
- 劇場版 鋼之鍊金術師 香巴拉的征服者 （2005年7月23日公開）阿爾馮斯‧海德利西 役
- 獸王星/三頭目（サード） 役
- The World of GOLDEN EGGS #21 ゲストボイス（2006年）
- 劇場版 動物之森 （2006年12月16日公開）とたけけ 役
- 灣岸競速 （パーフェクト・チョイス・2007年6月15日-）主役 朝倉アキオ 役
- サーフズ・アップ （2007年12月15日公開）主役 コディ 役
- HIGHLANDER ディレクターズ・カット版 （2008年7月5日公開）主役 コリン 役
- 雷頓教授與最後的時間旅行（2008年11月27日発売）青年ルーク 役
- 海綿寶寶日文版（NHK教育・2008年5月6日）酷型男 役
- 少年犯罪檔案/水上真理雄（雄仔）役
- 哆啦A梦-大雄与奇迹之岛（2012年6月29日）甘栗旬 役
- 古斯柯布多力传记 （グスコーブドリの伝記） （2012年7月7日公映）主角 古斯柯布多力
- 宇宙船長哈洛克   キャプテンハーロック （2013年9月7日）主角 哈洛克
- 新·大雄的大魔境~扁扁與5人之探險隊~  ドラえもん のび太の大魔境 ～ペコと5人の探検隊～ (2014年3月8日) 沙比 役
- 怪物的孩子（2015年7月11日）無名
- ONE PIECE ～黃金之心～（2016年7月16日播放） 馬德·托雷加 役
- ONE PIECE FILM GOLD（2016年7月23日日本上映） 馬德·托雷加 役
- 信長協奏曲 旁白
- 天氣之子（2019年7月19日）須賀圭介
- 窗邊的小荳荳（2023年12月8日）小荳荳的爸爸[23]

### 導演作品
- 終有一天（2010年7月17日公開）

### 电子游戏
- 如龙6 命之诗 - 染谷 巧（2016年12月8日，世嘉，PlayStation 4）

## 書籍

### 写真集
- so（主婦と生活社 2003年10月27日:初版）
- 小栗ノート（ロッキング・オン 2006年12月26日:初版）
- high（主婦と生活社 2007年10月1日:初版）
- SHUN×GENJI（秋田書店 2007年11月5日:初版）
- NHK2022年大河ドラマ「鎌倉殿の13人」THE MAKING (TVガイドMOOK  April 3, 2023) - 撮影＝小栗旬

### 単行本
- 同級生（ワニブックス 2005年4月10日:初版）
- 小栗旬 First Stage（キネマ旬報社 2006年10月5日:初版）
- 旬刊小栗（ワニブックス、2010年8月3日）
- 小栗旬 Next Stage（キネマ旬報社 2013年6月29日:初版）

### 連載
- 月刊Zipper 「I love movie,You love movie?」 （祥伝社）※連載終了
- Telepal f 「旬感フォトグラフ」 （小学館）※雑誌休刊連載休止
- 男優倶楽部（現アクチュール） 「小栗旬報」 （キネマ旬報社）※雑誌休刊連載休止

## 獎項
- 2007年 MTV STUDENT VOICE AWARDS 2007最優秀演員賞
- 2008年 エランドール賞(Élan d'or)新人賞
- 2008年 第45回ゴールデン・アロー賞放送賞電視劇部門
- 2008年 第17回日本映畫批評家大賞主演男演員賞
- 2008年 TV LIFE 第17回年間電視劇大賞男配角賞
- 2008年 月刊TVnavi 電視劇・of・the・year 2007 最優秀男配角賞
- 2008年 橋田賞 新人賞
- 2008年 Nickelodeon Kidschoice・2008年 Kidschoice男演員賞
- 2008年 第21回DVDでーた大賞 最佳演員賞
- 2008年 MTV STUDENT VOICE AWARDS 2008 最優秀演員賞
- 2011年 第8回報知金酸莓獎最差男主角《岳》
- 2012年 第74回日剧学院赏 最佳男主角《Rich man poor woman》
- 2014年 第81回日剧学院赏 最佳男主角《Border》
- 2020年 第43回報知電影獎最佳男主角《罪之聲》
- 2020年 第33回日刊體育電影大獎最佳男主角《罪之聲》
- 2023年 台灣KKTV第4屆「K劇大賞-日劇賞」最佳男主角《鎌倉殿的13人》2023.1.15
- 2023年 「2023東京戲劇大賞」最佳男主角獎《鎌倉殿的13人》2023.10.24

## 外部連結
- 官方网站
- 小栗旬 Official Web Site
- 小栗旬 Movie Walker （页面存档备份，存于）
- 日本電影數據庫（JMDb）上小栗旬的資料（日語）
- Shun Oguri在互联网电影资料库（IMDb）上的資料（英文）
- 小栗旬 - NHK人物録